# Alepia symmetrica
Alepia symmetrica är en tvåvingeart som beskrevs av Wagner och Hribar 2005. Alepia symmetrica ingår i släktet Alepia och familjen fjärilsmyggor. Inga underarter finns listade i Catalogue of Life.